# クラカタウ

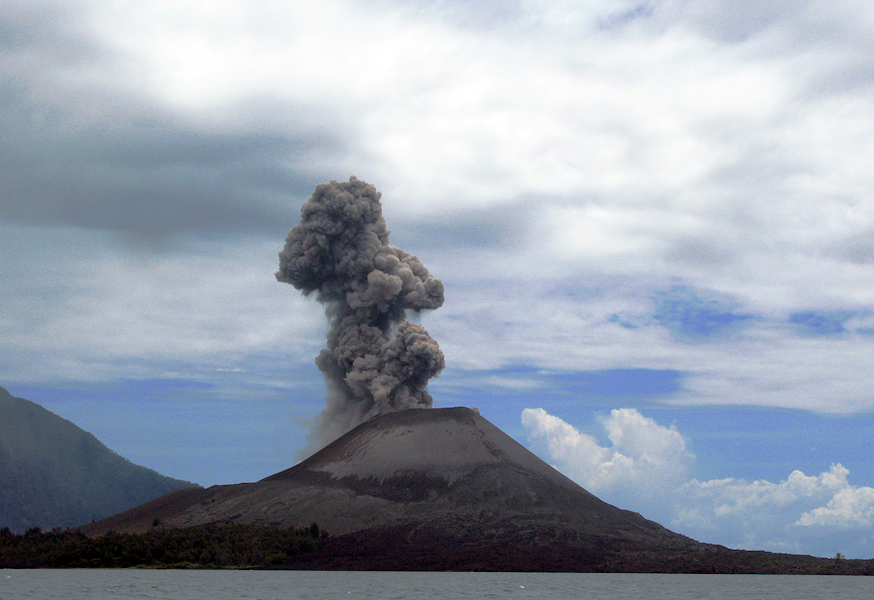
2008年のアナク・クラカタウ。2018年12月の大噴火により山体の大半が崩落した

クラカタウ（インドネシア語: Krakatau、英: Krakatoa）は、インドネシアのジャワ島とスマトラ島の中間、スンダ海峡にある火山島の総称であり、ランプン州に属する。全体がウジュン・クロン国立公園の一部である。

## 名称
「クラカタウ (Krakatau)」と「クラカトア (Krakatoa)」の2種類の呼び名があるが、インドネシアでの名称はクラカタウが一般的である。
クラカトアの出所については1883年に噴火したときに、イギリスのメディアが誤ってクラカトアとしたという説がある。
「クラカタウ」という名が残っている最古の記録は、1658年にスンダ海峡を通過したオランダ人による物であるとされる。語源は諸説あり定まっていない。

## クラカタウの歴史
およそ6万年前まで、この海域には「古クラカタウ」ともいうべき直径15キロメートル弱の火山島があった。その中央に標高1800メートル近い成層火山があったが、大噴火によって消滅し、海中にカルデラ（三日月のような四つの小さな島）を残した。その群島の東側に長さ5キロメートルほどの島パンジャブ、西側には長さ6キロメートルほどのセルトゥン、この両島の間にはさまれた形で北側（北端）に小さな岩の塊のようなポーリッシュ・ハット島が海面に顔を見せていた。また南側の島に標高800メートルほどのラカタ山、その北側（島の中央）に小さな火口を持つダナン山、その北側（島の北端）に先端が尖ったようなペルブワタンという名の山があった。
イギリスの著名な航海探検家キャプテン・クックは1771年1月と6年後の1777年の二度本島を訪れている。
1883年以前のクラカタウはラカタ島、セルトゥン島、ラング島（現ラカタ・クチル島）の総称であった。セルトゥン島とラング島はこのカルデラの外輪山にあたる。またラカタ島はカルデラの南東縁から中央付近にかけて成長した3つの火山（ラカタ、ダナン (Danan) 、ペルボエワタン）からなっており、現在の倍以上の大きさがあった。最高峰は800mほどのラカタで、尖った山容が航海の目印となっていた。ペルボエワタンとラング島の間にはポーリッシュ・ハットと呼ばれる岩礁があった。
クラカタウは1883年以前の2千年間に少なくとも1回は比較的大きな噴火を起こしたらしい。それがいつであったのかは確定されていないが、535年とする説が有力である。それ以外の年にも噴火したという記録は多数残っているが、いずれも信憑性に乏しい。最も新しい記録は1680年である。人が住んでいたことはあったものの、1883年当時は無人島となっていた。

## 535年の大噴火
535年に噴火した可能性は近年排除されている。
535年の大規模な噴火はインドネシアの文明に歴史的な断絶を引き起こした。5世紀から6世紀にかけてのジャワ島西部にはカラタンと呼ばれた高度の文明が栄えていたが、6世紀以後姿を消した。また、世界各地に異常気象をもたらした。その痕跡は樹木の年輪や極地の火山灰の堆積のような物的なものから歴史文書に至るまで広範囲に亘っている。
1999年、イギリスで放映されたテレビ・ドキュメンタリーにおいて、この巨大噴火による気候変動を発端として、東ローマ帝国の衰退やネズミを媒介とするペストの蔓延、歴史に残らぬ暗黒時代の惨事の数々、イスラム教の誕生、ゲルマン人等によるヨーロッパ侵攻、中央アメリカのマヤ文明の崩壊、少なくとも4つの新しい地中海国家の誕生などが起こったと推論できるとされた。

## 1883年の大噴火

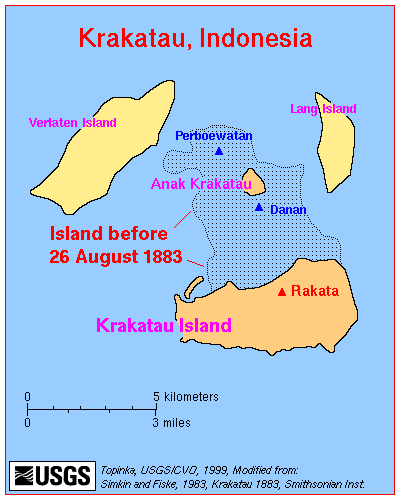
旧クラカタウ島の3分の2が1883年の大噴火で消失した

クラカタウの変遷

1883年の5月10日、微々たる揺れ（空気の振動や風の響きがかろうじて感じる程度）が始まった。
5月15日、振動は前回よりも強く長く続き、広範囲で感じられた。
5月20日、ラカタ島で水蒸気爆発を伴う噴火が始まり、同時に発生した地震は数年にわたって観測された。
8月11日、同島の3つの火山が噴火した。
そして8月26日日曜日の午後1時6分に地震の雷鳴が聞こえた。次の8月27日月曜日バタヴィア時間午前10時02分（現地時間9時58分）に大噴火が起こった。
噴火で発生した火砕流は海上40kmを越え、スマトラ島ランプン湾東部の Ketimbang（インドネシア語）で人間を殺傷した（The Burning Ashes of Ketimbang）。また、噴火により発生した津波が周辺の島を洗い流し、航海中の船を激しく揺さ振った。死者は36,417人に及び、2004年にスマトラ島沖地震が起こるまではインド洋における最大の津波災害であった。地質学史上、第5番目の爆発規模と考えられている。
この噴火は海底ケーブルによって全世界に報道された、史上初の大規模災害である。

### 噴火の影響
噴煙の高さは成層圏に達する38,000m（48,800m説有り）。爆発音は4,776km先（インド洋のロドリゲス島）まで届き、人間が遠く離れた場所で発生した音を直接耳で聞いた最長距離記録となる。衝撃波は15日かけて地球を7周した。5,863km離れた東京で1.45hPaの気圧上昇が記録されている。津波は、日本では鹿児島市の甲突川にも押し寄せ、17,000km離れたフランスのビスケー湾の験潮儀にも記録された。成層圏にまで達した噴煙の影響で、北半球全体の平均気温が0.5℃から0.8℃降下した。また、その後数年にわたって異様な色の夕焼けが観測されており、イギリスの画家William Ashcroftはこの異様な夕焼けを記録に残した。また2003年にはある天文学者が、ノルウェーの画家エドヴァルド・ムンクの代表作『叫び』はこの夕焼けがヒントになっていると主張した。

### 噴火後のクラカタウ
当日16時に1,850km西南西にあるインド洋上ココス諸島で降灰を記録。火山灰の降下域は70万平方キロに及ぶ。噴出量は25立方km、火山爆発指数は6.5であり、記録が残っている噴火では歴史上5位にあたる。
噴火後、三島のうちラカタ島は最南端のラカタ山を残して北側の大半が吹き飛び、ポーリッシュ・ハットもやはり消滅、逆にセルトゥン島、ラング島は噴出物により面積が拡大した。更に北東側の海にも噴出物が堆積して二つの新しい島（スティヤーズ島とカーマイヤー島）ができたが、まもなく侵食されて単なる浅瀬になった。

## 現在のクラカタウ
1927年1月26日、ラカタ島北部（旧ダナン付近）の海中で噴火が始まり、火山島アナク・クラカタウ（クラカタウの息子）が誕生した。しかし、1週間後には波が浸食し、2月半ばには島は見えなくなってしまっていたが、煙や蒸気、灰が立ち上り、上空にもうもうと広がっていた。時折、高温の溶岩がギザギザした粒となって海中から飛び出していた。そして2か月ほどして2か所から爆発が起こり20メートルほどの円錐形が一対できあがり、新しい島が現れた。しかしこの島も波の浸食で1928年5月にはあっけなく海中に没した。爆発回数は桁外れで1928年2月3日正午から24時間で11,791回を数えた。
アナク・クラカタウは現在も噴火活動を続けており、21世紀初頭には海抜400m以上になっていたが、2018年の12月下旬に大規模噴火で山体崩壊が発生し、338メートルから110メートルに標高が下がった。